# 룩셈부르크의 역사
이 문서는 룩셈부르크의 역사를 기술한다.
기록된 역사는 로마 시대로 거슬러 올라갈 수 있지만, 룩셈부르크의 역사는 963년에 시작된 것으로 여겨진다. 그 후 5세기 동안 강력한 룩셈부르크 가문이 등장했지만, 그 가문의 몰락으로 인해 이 나라의 독립은 끝났다. 부르군트 왕조의 짧은 통치 기간 후, 이 나라는 1477년에 합스부르크 왕조로 넘어갔다 .
80년 전쟁 이후 룩셈부르크는 남부 네덜란드의 일부가 되었고, 1713년 합스부르크 왕조의 오스트리아 계통으로 넘어갔다. 혁명 프랑스에 점령된 후, 1815년 비엔나 회의는 룩셈부르크를 네덜란드와 동군연합한 대공국으로 바꾸었다. 이 조약은 또한 룩셈부르크의 두 번째 분할을 초래했는데, 첫 번째는 1658년이고 세 번째는 1839년이었다. 이러한 조약으로 룩셈부르크의 영토가 크게 줄어들었지만, 후자는 1867년 룩셈부르크 위기 이후 확정된 공식적인 독립을 확립했다.
그 후 수십 년 동안 룩셈부르크는 특히 1890년에 별도의 통치 가문이 창설된 후 독일의 영향권에 더욱 깊이 빠졌다. 1914년부터 1918년까지, 그리고 1940년부터 1944년까지 독일에 점령당했다. 2차 세계 대전이 끝난 후 룩셈부르크는 정치적 안정과 유럽 통합에 힘입어 세계에서 가장 부유한 나라 중 하나가 되었다.